# Női diszkoszvetés a 2011. évi nyári európai ifjúsági olimpiai fesztiválon
A 2011. évi nyári európai ifjúsági olimpiai fesztiválon az atlétikai versenyszámokat Trabzonban rendezték. A női diszkoszvetés döntőjét július 26.-án rendezték.

## Döntő
| H     | Név                     | Nemzet             | 1     | 2     | 3     | 4     | 5     | 6     | E     | Mj |
| ----- | ----------------------- | ------------------ | ----- | ----- | ----- | ----- | ----- | ----- | ----- | -- |
| Arany | Florentia Kalogeraki    | Görögország        | 46.38 | 45.36 | X     | X     | 48.31 | X     | 48.31 |    |
| Ezüst | Natalia Shirobokova     | Oroszország        | 45.11 | X     | X     | X     | 48.31 | X     | 48.31 |    |
| Bronz | Ozge Yilmaz             | Törökország        | 41.48 | 42.88 | 40.82 | 44.72 | 44.47 | 41.99 | 44.72 |    |
| 4     | Katelijne Lyssens       | Belgium            | 41.26 | X     | 42.43 | 42.04 | 38.43 | 40.61 | 42.43 |    |
| 5     | Tetyana Yur'yeva        | Ukrajna            | 39.80 | 39.25 | X     | X     | 42.37 | 41.16 | 42.37 |    |
| 6     | Katlin Piirimae         | Észtország         | X     | 39.60 | X     | 39.00 | 42.11 | 38.79 | 42.11 |    |
| 7     | Shadine Duquemin        | Egyesült Királyság | 41.26 | 39.08 | 40.32 | 40.66 | X     | X     | 41.26 |    |
| 8     | Isabelle Nygards        | Finnország         | X     | 38.73 | X     | X     | 38.31 | 37.80 | 38.73 |    |
| 9     | Juliana Pereira         | Portugália         | 29.52 | 37.64 | 33.47 |       |       |       | 37.64 |    |
| 10    | Natallia Litash         | Fehéroroszország   | X     | 36.35 | 37.51 |       |       |       | 37.51 |    |
| 11    | Madara Raupa            | Lettország         | X     | 36.64 | X     |       |       |       | 36.64 |    |
| 12    | Milica Vukadinovic      | Montenegró         | X     | 36.18 | X     |       |       |       | 36.18 |    |
| 13    | Julia Kocarova          | Szlovákia          | X     | 35.78 | X     |       |       |       | 35.78 |    |
| 14    | Renata Tsankova Petkova | Bulgária           | X     | 35.18 | 35.20 |       |       |       | 35.20 |    |
| -     | Ieva Zarankaite         | Litvánia           | X     | X     | X     |       |       |       | -     | NM |